# Sovjetunionens ministerråd

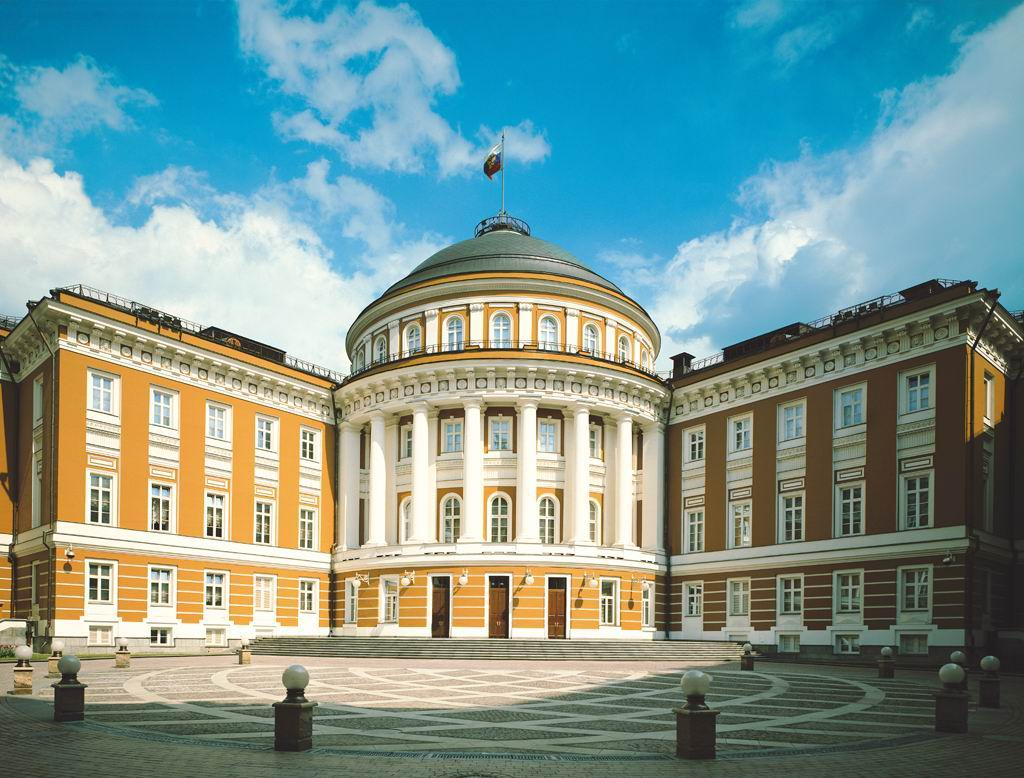
Senatsbyggnaden i Kreml var ministerrådets säte, efter Sovjetunionens fall är det numera säte för presidentadministrationen.

Sovjetunionens ministerråd (ryska: Совет Министров СССР, Sovjet Ministrov SSSR, ibland förkortat Sovmin) var Sovjetunionens högsta verkställande och administrativa organ 1946 till 1991 och därmed de jure unionens regering.

## Bakgrund
Bildandet skedde 1946, då Folkkommissariernas råd omvandlades till ministerrådet, och folkkommissarierna blev ministrar. Ministerrådet utfärdade instruktioner baserade på och i enlighet med tillämpliga lagar, vilka hade bindande jurisdiktiv makt över alla republiker i unionen. De viktigaste statsfrågorna hanterades dock via gemensamma förklaringar som togs fram tillsammans med Centralkommittén i Sovjetunionens kommunistiska parti vilken de facto hade större makt än ministrarna.
1991 upplöstes ministerrådet och ersattes av det nyinrättade Ministerkabinettet, vilket i sin tur upplöstes bara månader senare när Sovjetunionen föll samman.

## Lista över ministerrådets ordförande
| Ordförande        | Period    |
| ----------------- | --------- |
| Josef Stalin      | 1946–1953 |
| Georgij Malenkov  | 1953–1955 |
| Nikolaj Bulganin  | 1955–1958 |
| Nikita Chrusjtjov | 1958–1964 |
| Alexej Kosygin    | 1964–1980 |
| Nikolaj Tichonov  | 1980–1985 |
| Nikolaj Ryzjkov   | 1985–1991 |